# Liye
Liye (chinesisch 里耶, Pinyin Lǐyē) ist eine archäologische Stätte aus der Zeit der
Streitenden Reiche, Qin-Dynastie und Han-Dynastie im Kreis Longshan des Autonomen Bezirks Xiangxi der Tujia und Miao im Nordwesten der chinesischen Provinz Hunan.
Von hier stammt ein bedeutender Textfund auf Bambustäfelchen, die Qinzeitlichen Bambustexte aus Liye (Liye Qinjian 里耶秦简).
Die Stätte der alten Stadt Liye (Liye gucheng yizhi 里耶古城遗址) steht seit 2001 auf der Liste der Denkmäler der Volksrepublik China (5-519).